# Siouxsie Wiles
Siouxsie Wiles   (Regne Unit, segle XX), nascuda com a Susanna Wiles és una microbiòloga i divulgadora científica britànica que viu a Nova Zelanda. Està especialitzada en malalties infeccioses i bioluminescència.
És cap del Laboratori de Microorganismes Resistents (superbugs) Bioluminescents de la Universitat d'Auckland, on s'utilitza la bioluminescència per avançar en la comprensió de les infeccions microbianes com les toxiinfeccions alimentàries, la tuberculosi i els microbis resistents als antibiòtics d'hospital.
Wiles també participa activament en la divulgació científica i apareix sovint als mitjans de comunicació de Nova Zelanda, per conscienciar el públic sobre les taxes de malalties infeccioses a Nova Zelanda i sobre el problema de la resistència als antibiòtics.

## Primers anys
Wiles va néixer al Regne Unit, i va créixer entre el Regne Unit i Sud-àfrica. Els seus pares es preocupaven per la salut i eren d'esquerres. La seva mare és treballadora social retirada, i el seu pare té un negoci.

## Educació

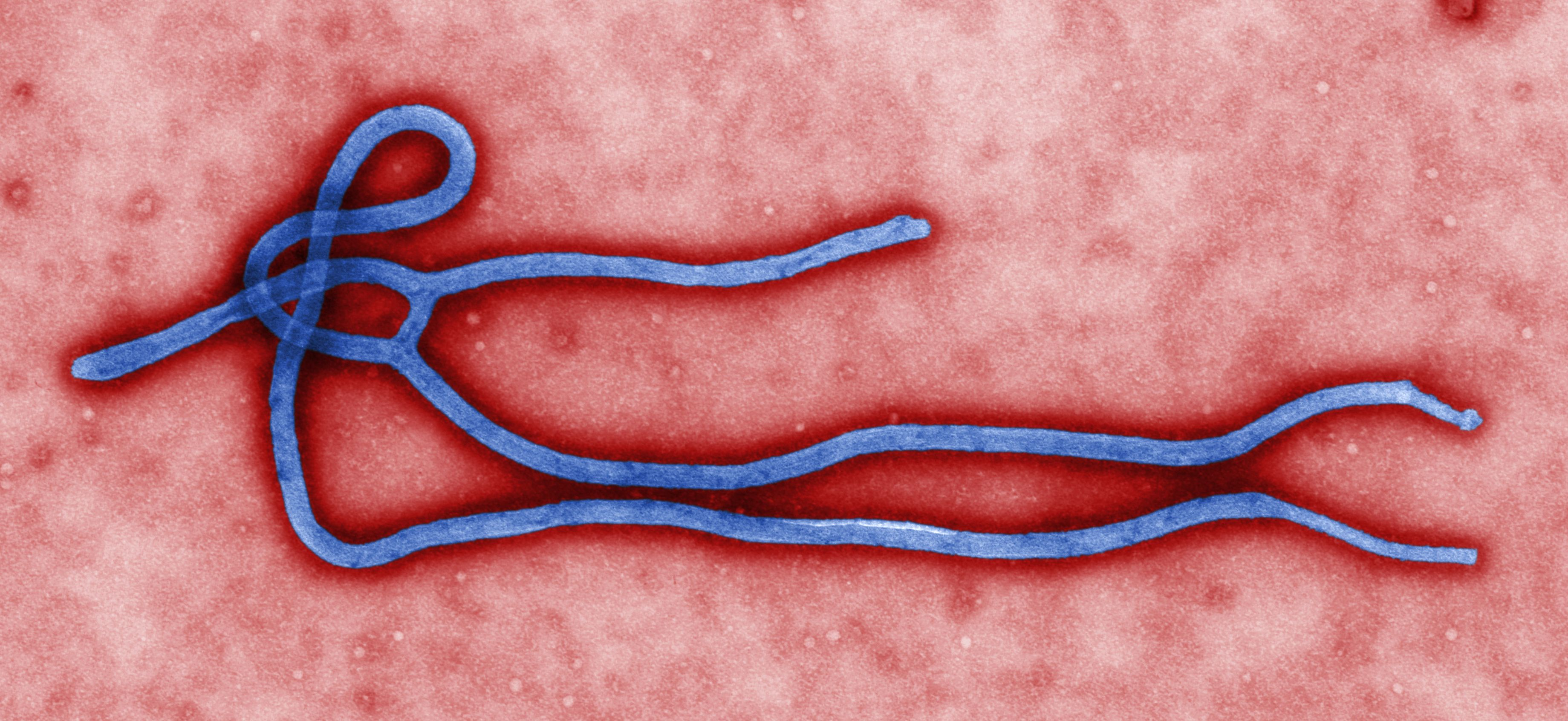
Virió del virus d'Ebola

L'Ebola fou el microbi que va despertar l'interès de Wiles en la microbiologia, quan era adolescent. En la seva xerrada a TEDxChristchurch el 2015 va dir:
| « | "Aquest és el microbi que em va enganxar a la microbiologia per primer cop, perquè és alhora impressionant i totalment terrorífic. Era adolescent quan vaig llegir per primera vegada sobre l'Ebola i només podia pensar: com pot ser que això converteixi el cos humà en una fàbrica productora de virus?" | » |

El llibre The Hot Zone de Richard Preston, que es concentra en l'Ebola, fou cosa que va fer que Wiles enfoqués la seva educació en la microbiologia mèdica.
Wiles va estudiar a la Universitat d'Edimburg i es va graduar el 1997 amb una llicenciatura (amb honors) en Microbiologia Mèdica. Mentre estudiava, va rebre una beca Nuffield i treballava a l'Escola de Ciències Biològiques de la universitat.
Wiles va fer el doctorat al Centre per a l'Ecologia i la Hidrologia d'Oxford, conegut anteriorment com a Institut de Virologia i Microbiologia Mediambiental.
Durant el seu doctorat, Wiles va utilitzar la bioluminescència per primer cop per crear biosensors per monitorar la salut dels microbis beneficiosos per al medi ambient.

## Carrera professional
Després d'acabar el doctorat, Wiles va traslladar-se a l'Imperial College London per fer un post-doctorat investigant la tuberculosi.
El 2007 va obtenir una plaça de professora al Departament de Malalties Infeccioses i Immunitat de l'Imperial College, i el 2009 va guanyar una beca Sir Charles Hercus del Consell de Recerca Sanitària de Nova Zelanda, i es va traslladar a la Universitat d'Auckland. Wiles és cap del Laboratori de Microorganismes Resistents (Superbugs) Bioluminescents de la universitat.
El 2013 va guanyar el Premi del Primer Ministre per la Comunicació Científica dotat amb NZ$100.000.
Wiles va fundar l'empresa Brightenz que ven kits per crear art bioluminescent a casa.
El 2018 Wiles va ser nomenada ambaixadora científica de House of Science, una organització sense ànim de lucre per millorar l'educació científica en les comunitats locals. També va ser reelegida com a Consellera general de la Royal Society Te Apārangi el 2018. Dos anys més tard va figurar a la llista 100 Women de la British Broadcasting Corporation, que es va anunciar el 23 de novembre de 2020.
Wiles també treballa per trobar nous antibiòtics comprovant si 10.000 fongs de Nova Zelanda tenen usos mèdics.

### Laboratori de Microorganismes Resistents Bioluminescents

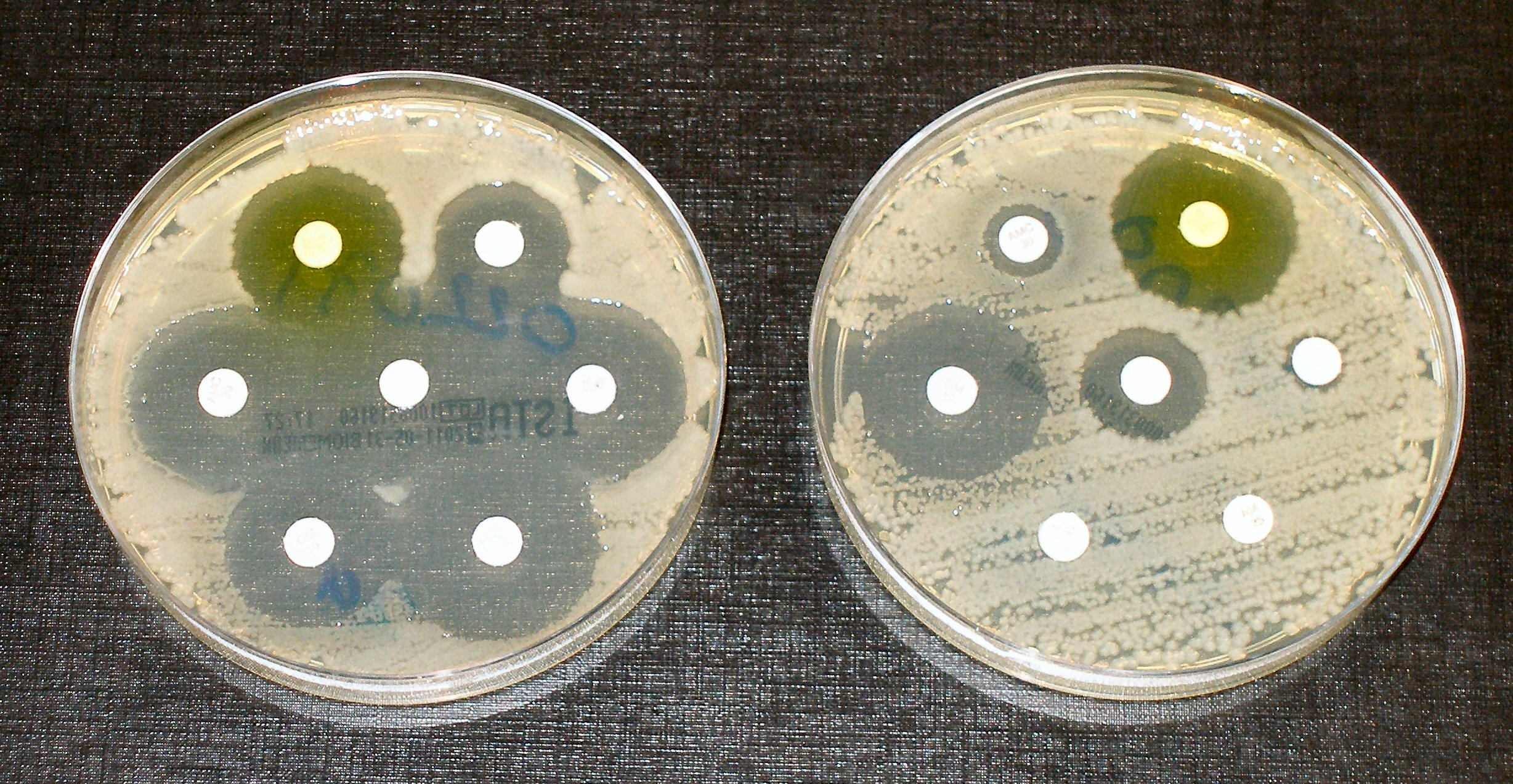
Bacteris resistents als antibiòtics

Wiles dirigeix el Laboratori de Microorganismes Resistents Bioluminescents de la Universitat d'Auckland que es concentra en descobrir com els bacteris que brillen poden ajudar a entendre infeccions microbianes com les intoxicacions alimentàries, la tuberculosi i els bacteris resistents als antibiòtics.
La bioluminescència s'utilitza per accelerar el procés de desenvolupament de nous antibiòtics utilitzant la llum que emeten els bacteris, perquè només els bacteris vius emeten llum. Sobre el seu treball, Wiles diu "La meva carrera s'ha basat en fer luminescents bacteris dolents i utilitzar-los per fer-hi de tot, fins i tot descobrir noves medecines".
Nova Zelanda té una de les taxes de malalties infeccioses més altes dels països desenvolupats. Globalment, 700.000 persones moren cada any per malalties resistents a les medecines.

### Comunicació científica
Wiles té una passió per fer entendre la ciència al públic en general. Té un bloc molt actiu a Sciblogs.co.nz, fa podcasts, comenta a Radio New Zealand i apareix en programes de televisió per parlar de notícies sobre ciència. Va ser una dels vuit científics que van encapçalar el "Great New Zealand Science Project", el programa de dinamització pública del govern de Nova Zelanda que va desembocar en els Reptes Nacionals de Ciència el 2012.
Va encarregar, va fer de coguionista, i va aparèixer amb la seva filla en el programa infantil de ciència de la TVNZ Siouxsie & Eve Investigate.
Des de 2010 fins 2016 Wiles va ser una de les presentadores del Completely Unnecessary Skeptical Podcast que parlava de l'escepticisme a Nova Zelanda.
També ha fet servir art i pel·lícules per a comunicar idees científiques: el 2011 va col·laborar amb l'artista gràfic australià Luke Harris per produir una sèrie de pel·lícules animades on surten criatures bioluminescents i com s'utilitzen a la ciència. Les animacions sobre l'ús per part de la NASA de cuques de llum per la cerca de vida extraterrestre van ser seleccionades per al sisè Festival Cinematogràfic Imagine Science a Nova York el 2013, i pel Festival de Cinema Científic de l'Institut Goethe de 2014. Wiles va col·laborar amb l'artista Rebecca Klee en una instal·lació al festival d'Auckland Art in the Dark el 2013, on sortia un sepiòlid hawaià i l'Aliivibrio fischeri, que tenen una relació simbiòtica.
Wiles creu que una educació científica rellevant hauria de començar des de l'escola primària, per tal d'augmentar el coneixement científic i l'interès en la ciència de forma general.

Aplanar la corba: com mesures senzilles de salut pública salven vides per la COVID-19

Un dels seus projectes de comunicació de 2015 va ser l'exposició Biolumination II.
Wiles és activa en el moviment escèptic i va rebre el premi "Escèptic de l'Any" dels New Zealand Skeptics el 2016, assistint a unes quantes conferències d'aquesta societat. També s'ha manifestat en contra del moviment antivacunes i sobre altres qüestions de salut pública.
El 2018, Wiles va ser nomenada finalista per als premis al Novazelandès de l'Any per la seva feina sobre microorganismes resistents als antibiòtics i malalties infeccioses.
Wiles ha estat al capdavant de la comunicació científica a Nova Zelanda durant la pandèmia per COVID-19. Amb el ninotaire Toby Morris, Wiles va crear "Aplaneu la corba", un còmic fet amb GIFs animats, per al web The Spinoff per descriure com actes senzills per part dels ciutadans podien reduir dràsticament el nombre de morts. El còmic es va fer viral i es va veure a tot el món. El van anomenar "la gràfica definitòria del coronavirus", i es basava en gràfiques anteriors fetes pel CDC nord-americà, Rosamund Pearce de The Economist, i la professora de la Thomas Jefferson University Drew Harris.
El 2020 Wiles va protagonitzar un documentari curt titulat "Siouxsie and the Virus".

## Llibres i publicacions

### Antibiotic Resistance
El llibre de Wiles Antibiotic Resistance: The End of Modern Medicine? ("Resistència als antibiòtics: el final de la Medicina Moderna?") es va publicar el 2017 i examinava el problema global creixent de la resistència als antibiòtics. En un comentari sobre el llibre, l'expert en malalties infeccioses Kurt Krause, professor de la Universitat d'Otago el va descriure com "una crida clara a actuar per als neozelandesos sobre una de les qüestions més crítiques que ens afecten". Sarah-Jane O'Connor del Science Media Centre va escriure que el llibre "[…]Antibiotic Resistance proporcionarà un tutorial excel·lent per als que saben que hi ha motius per preocupar-se però necessiten algunes dades addicionals per entendre per què".

## Vida privada
Wiles està casada amb Steven Galbraith, un professor de matemàtiques de la Universitat d'Auckland. Tenen una filla que es diu Eve. Va conèixer el seu marit, neozelandès, a Londres, i va deixar la seva feina a l'Imperial College London per traslladar-se a Nova Zelanda el 2009.
És afeccionada al Lego i li agrada jugar-hi alhora que critica el biaix de gènere en les figuretes de Lego. Es tenyeix el cabell des de l'adolescència, i se la coneix com la "senyora científica del cabell rosa".
En un article de 2013 al seu bloc, Wiles explica que el nom de "Siouxsie" ve de la cantant Siouxsie Sioux.

## Premis i reconeixements
- Premi 3Rs del Centre Nacional del Regne Unit per a la Substitució, Refinament i Reducció dels Animals en Recerca el 2005[6][8]
- Premi New Zealand National Animal Ethics Advisory Committee Three Rs, 2011[6]
- Premi a la Comunicació Científica de l'Associació de Científics de Nova Zelanda (conegut ara com a Medalla Cranwell), 2012[6]
- Premi del Primer Ministre per la Comunicació Científica, 2013[2][6]
- Medalla Callaghan de la Royal Society of New Zealand, 2013[6][33]
- Premi Blake al Lideratge del Trust de Peter Blake, 2016[34]
- Premi a l'Escèptic de l'Any de New Zealand Skeptics, 2016[19]
- Membre de l'Orde del Mèrit de Nova Zelanda, per serveis a la microbiologia i a la comunicació científica, en la cerimònia de l'any nou de 2019.[6][8]
- Guanyadora suprema, Premi de Dones amb Influència de Nova Zelanda, 2020[35]